# Swing Original Monks
Swing Original Monks es una banda de música fusión ecuatoriana, una mezcla de sonidos del mundo y por supuesto folclore ecuatoriano, sus integrantes son de Ecuador, Colombia, Europa y Estados Unidos.

## Biografía
Swing Original Monks nace luego de haberse conocido Gabriel Baumann (alemán como él se identifica) con Sebastian Wasner, de nacionalidad Austriaca, y empezar a hacer mezclas con pistas electrónicas en el ordenador. Fue más adelante cuando en un concierto de Bomba Stereo se conocieron Baumann y Nathalia Madrigal (Juana), de nacionalidad colombiana, donde su gusto por la música hizo ver la luz a Swing Original Monks en 2010, donde influyeron a varias culturas, no solo latinoamericanas, sino también europeas al tener músicos relacionados con Ecuador, Venezuela, Colombia, Austria y muchos más.  La mitad del mundo fue el punto de encuentro de un viaje sonoro en el que se mezclaron culturas, pensamientos, artes, ropajes e influencias, con las raíces del mundo que habitan sus personajes.
Rock, balkan, merengue, música del pacífico, electrónica, jazz, champeta o cumbia, todo cabe en esta mescolanza sin fin que somos los humanos; tan opuestos, tan parecidos, tan buenos y a la vez tan malos; masculinos, femeninos, blancos, negros, amarillos, libres o enjaulados.
Los músicos relatan que sus primeras presentaciones las realizaron en huecas, bares y discotecas. Con el pasar de los meses fueron invitados a compartir escenario con artistas nacionales, y a brindar su show en festivales dentro y fuera del país, llegando a participar en el Festival Internacional de Música Tradicional del Pacífico Petronio Álvarez, en Cali-Colombia.  

Swing Original Monks es una banda que no hace fusión, tampoco confusión, es más bien una banda de infusión. Extraemos la esencia de la música popular en agua hirviendo, la endulzamos con poesía urbana y la servimos con galletitas. Después agarramos un manojo de ritmos modernos, los pican y los fríen en una sartén con condimentos exóticos. Le echan una pizca de sal y ahí sí... el que no salta se quema los pies

Las letras de sus canciones hablan de distintas temáticas, desde el absurdo paisaje pintoresco de nuestra sociedad, hasta indagar en la reflexión con un poco de sátira.

## Integrantes
| Nombre    | Instrumento                 |
| --------- | --------------------------- |
| Gabriel   | Voz                         |
| Nathalia  | Voz y percusión             |
| Álvaro    | Guitarra                    |
| Steph     | Bajo                        |
| Ilan      | Violín, guitarra y charango |
| Gonzalo   | Batería y percusión         |
| Sebastian | Pistas                      |

## La Santa Fanesca
Reuniendo toda la música producida, el viernes 3 de mayo de 2013, lanzaron su primer disco titulado La Santa Fanesca, en el Teatro Variedades. Con este trabajo la banda ha logrado llevar su sonido ecléctico por Europa, Estados Unidos y algunos países de Latinoamérica. En Ecuador han realizado más de 200 shows y se perfilan como una de las bandas con mayor potencial internacional del país. 
Sus temas son: 
1.- Yo no soy de aquí
2.- Grita pregonero
3.- Chocolate
4.- Caminito
5.- Tucán
6.- Agua
7.- Amor inalámbrico
8.- Los 40
9.- La ciudad esta en llamas
10.- Hueso

## SOMOS
Disco en el que reeditaron 10 temas de su disco anterior y grabaron 6 temas nuevos con Eduardo "Visitante" Cabra como productor.
SOMOS presenta un hecho curioso, es una palabra que se puede leer empezando de derecha o izquierda y además lleva las iniciales de la banda: SOM. Irving Ramo estuvo encargado del diseño de la portada del CD además de contribuir en la parte visual de la puesta en escena de la banda. 
Sus temas son:
1.- Viento
2.- Grita Pregonero
3.- Caminito
4.- Suerte o Muerte
5.- Fiesta Popular 
6.- Chocolate
7.- Amor Inalámbrico
8.- Ciudad en Llamas
9.- Masas al Poder
10.- Tucan
11.- San Antonio
12.- Agua
13.- Los 40
14.- Conquista
15.- Yo No Soy de Aquí
16.- Hueso